# Grafite
Edinaldo Batista Libânio (Campo Limpo Paulista, 2 april 1979) – alias Grafite – is een Braziliaans voormalig voetballer die als aanvaller speelde.

## Clubloopbaan
Grafite begon zijn carrière bij Matonense. Daarna speelde hij in 2001 voor Santa Cruz FC en Ferroviária en van 2001 tot 2002 bij Grêmio in Porto Alegre. Vervolgens verhuisde hij voor het eerst naar het buitenland en speelde bij Anyang Cheetahs. Al in 2003 keerde hij echter weer terug naar Brazilië, om het seizoen af te spelen bij Goiás EC. Vanaf het volgende seizoen speelde hij bij São Paulo FC, waar hij in 2005 zijn tot nu toe grootste successen behaalde: het winnen van de Copa Libertadores en de FIFA-wereldbeker. Begin 2006 verhuisde hij naar Europa, naar het Franse Le Mans UC. Vanaf het seizoen 2007-2008 speelt hij in Duitsland bij VfL Wolfsburg, waar hij in zijn eerste seizoen met 11 doelpunten uit 24 wedstrijden meteen clubtopschutter werd. In het seizoen 2008/2009 werd hij met VfL Wolfsburg kampioen van de Bundesliga en met 28 doelpunten topscorer. Door zijn goede prestaties werd hij in augustus 2009 door kicker Sportmagazin en sportjournalisten verkozen tot Duits voetballer van het jaar. Op 10 juni 2011 werd bekend dat Grafite Wolfsburg verlaat voor Al-Ahli FC uit Dubai. In februari 2015 maakte hij de overstap naar Al-Sadd uit Qatar. Hierna had hij wederom een succesvolle periode bij Santa Cruz FC. Hij verruilde in augustus 2017 Atlético Paranaense voor Santa Cruz waar hij in 2018 zijn loopbaan beëindigde.

## Interlandcarrière
Grafite speelde viermaal voor het Braziliaans voetbalelftal. Een vriendschappelijke wedstrijd tegen Guatemala op 27 april 2005 was zijn eerst interland, hij scoorde toen ook voor de eerste keer in het Braziliaanse shirt. Hij maakte vijf jaar later ook deel uit van de Braziliaanse selectie op het WK in Zuid-Afrika.

## Erelijst
São Paulo
- CONMEBOL Libertadores: 2005
- FIFA Club World Championship: 2005

 Wolfsburg
- Bundesliga: 2008/09

 Al Ahli
- UAE President's Cup: 2012/13
- UAE League: 2013/14
- UAE Super Cup: 2013
- UAE League Cup: 2011/12, 2013/14